# Estradiolo 17beta-deidrogenasi
La estradiolo 17beta-deidrogenasi è un enzima appartenente alla classe delle ossidoreduttasi, che catalizza la seguente reazione:
estradiolo-17β + NAD(P)+ ⇄ estrone + NAD(P)H + H+
L'enzima agisce anche su (S)-20-idrossipregn-4-en-3-one e composti correlati, ossidando i gruppi (S)-20.